# Luptele de la Bazargic (1916)
Luptele de la Bazargic a fost o acțiune militară de nivel tactic, desfășurată pe Frontul Român, în timpul campaniei din anul 1916 a participării României la Primul Război Mondial. Ea s-a desfășurat în perioada  23 august/5 septembrie - 25 august/7 septembrie 1916  și a avut ca rezultat cucerirea orașului Bazargic de către forțele Puterilor Centrale, în ea fiind angajate forțe române din Divizia 19 Infanterie, Divizia 1 Voluntari sârbă și Divizia 61 Infanterie rusă și forțe ale Puterilor Centrale din Divizia 6 Infanterie bulgară și Divizia Mixtă bulgară. A făcut parte din acțiunile militare care au avut loc în acțiunile militare din Dobrogea.:p. 344

## Comandanți

### Comandanți români
- General Nicolae Arghirescu
- General Panteleimon Nicolaevici Simanski
- Colonel Stevan Hadžić

### Comandanți ai Puterilor Centrale
- General Stefan Popov
- General Todor Kantardjiev